# Cossacks in Exile
Cossacks in Exile è un film del 1939, diretto da Edgar G. Ulmer. 

## Trama
I Cosacchi ucraini rifiutano di entrare a far parte dell'esercito della Russia zarista, perché questo avrebbe significato far loro perdere la relativa autonomia di cui disponevano. Inutile risulta un'ambasciata inviata alla zarina Caterina II e guidata da Ivan Karas, cosacco dello Dnepr: i russi invadono le loro terre mettendo a ferro e fuoco il sič e i villaggi della Piccola Russia, cosicché i cosacchi sono costretti a riparare nel Delta del Danubio, allora sotto dominazione ottomana, mentre l'Etmano viene deportato in Siberia.
Ivan fa allora conoscenza del sultano turco sotto mentite spoglie, che interviene quando sua figlia adottiva Oxana rischia di essere giustiziata insieme al fidanzato Andrey, sospettati di essere spie.

## Produzione
Il film è basato sull'opera comica Zaporožec' za Dunajem (Запорожець за Дунаєм, "Uno zaporogo oltre il Danubio") del compositore ucraino Semen Stepanovyč Hulak-Artemovs'kyj (1813-1873), autore anche del relativo libretto. Il produttore e sceneggiatore Vasile Avramenko, direttore di una compagnia di danza ucraina aveva in passato prodotto anche Natalka Poltavka dello stesso Ulmer. 
Cossacks in Exile è stato girato in New Jersey nella tenuta di un monastero cattolico, con un budget stimato di 75000 $.